# Rue Mornay
La rue Mornay est une voie du Marais dans le 4e arrondissement de Paris, en France.

## Situation et accès
Longue de 148 mètres, la rue Mornay est une voie publique située dans le 4e arrondissement de Paris. Elle débute au 19, boulevard Bourdon et finit 10, rue de Schomberg et 2, rue de Sully.
Le quartier est desservi par la ligne 7 à la station Sully - Morland.

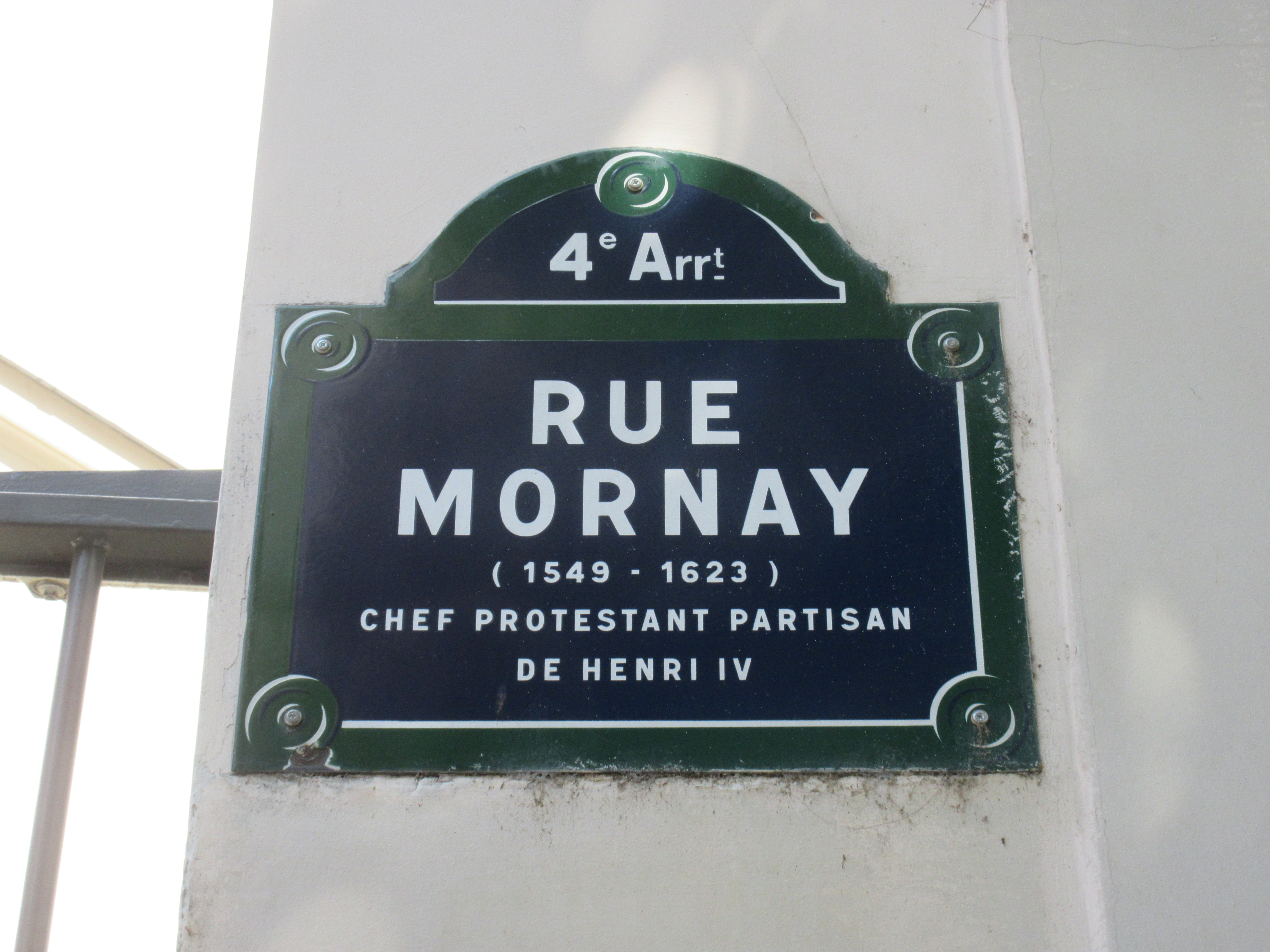
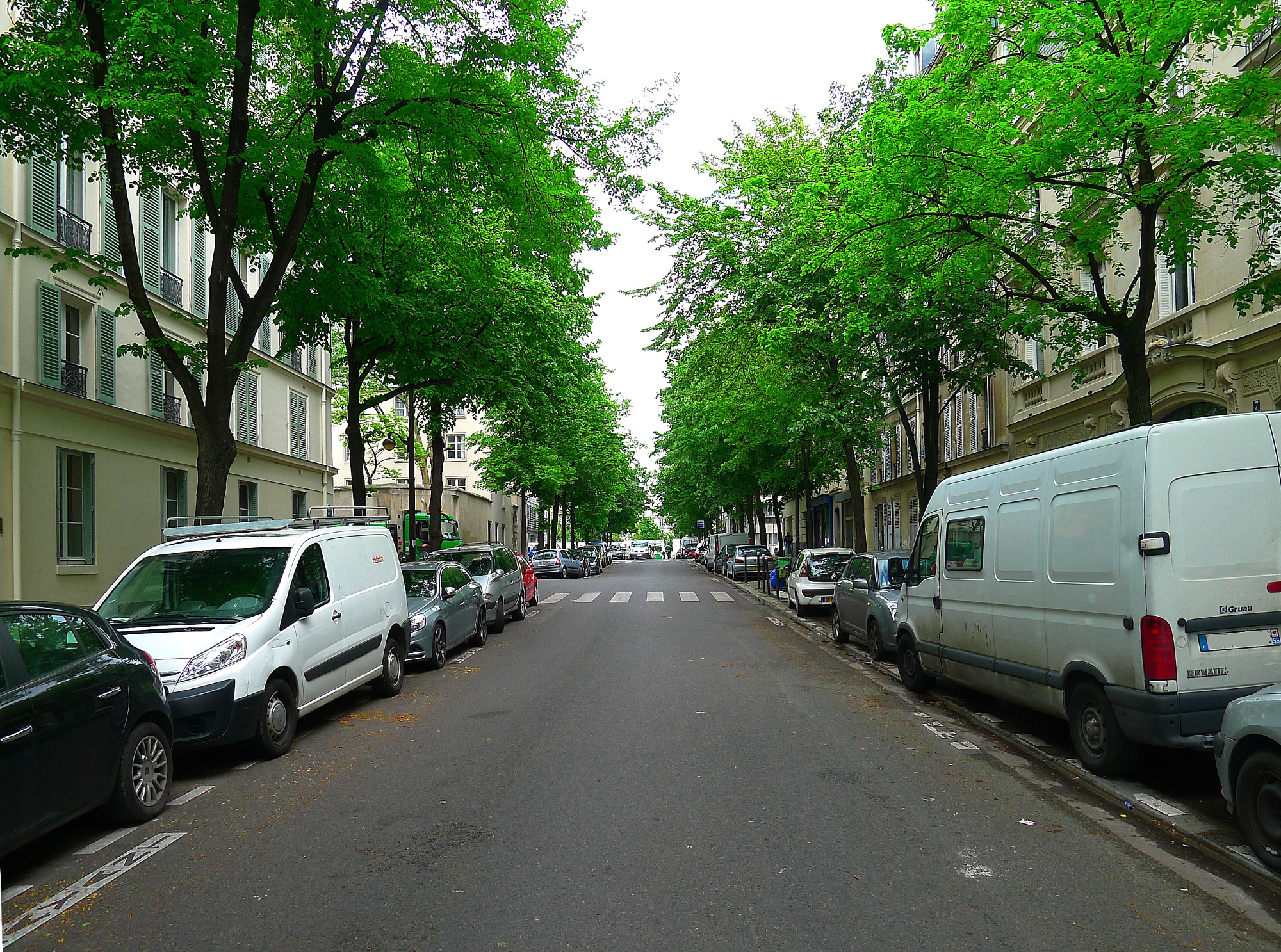
Vue générale de la rue en direction du boulevard Bourdon.
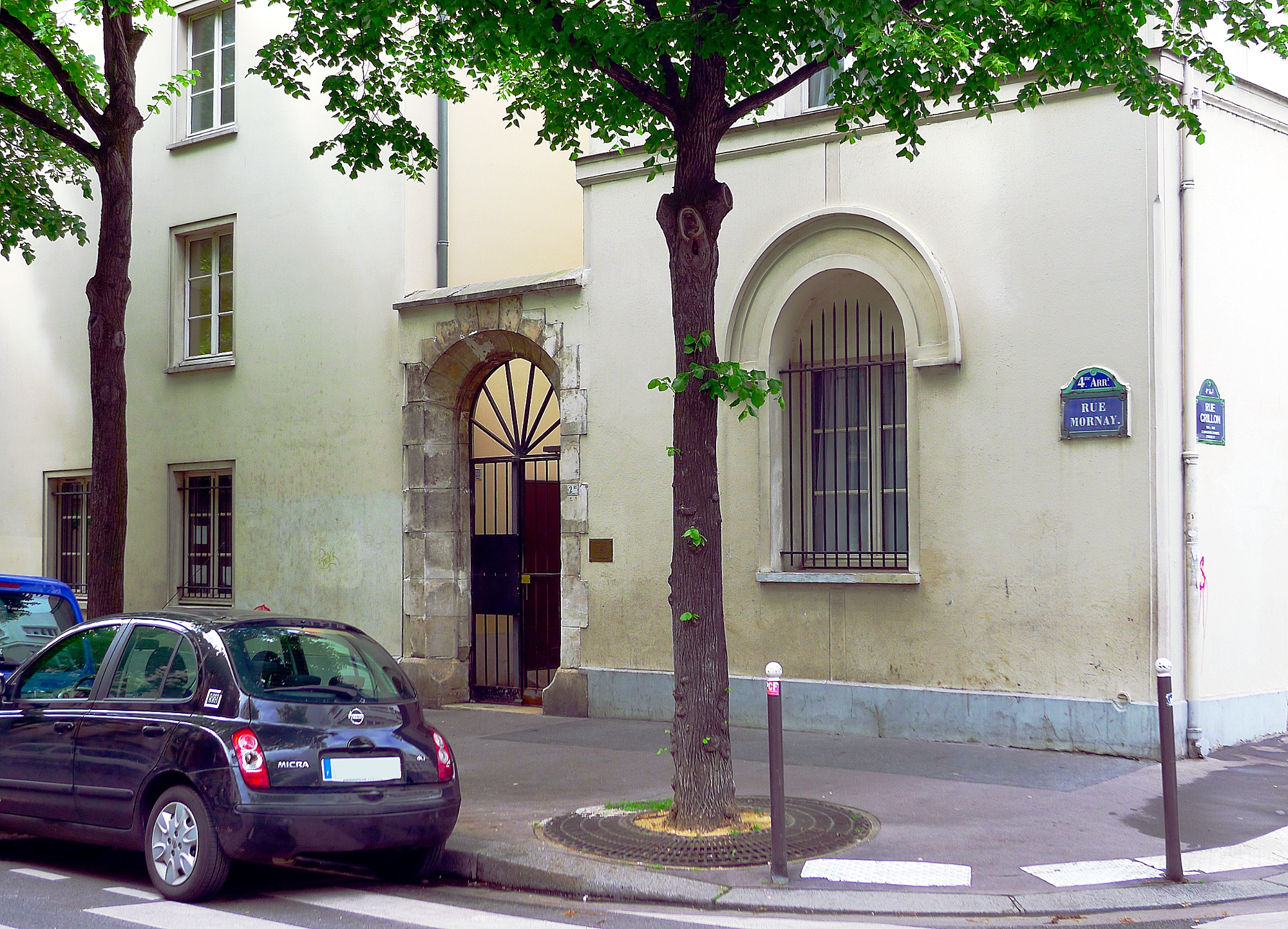
No 2 bis, au carrefour de la rue de l'Arsenal.

## Origine du nom

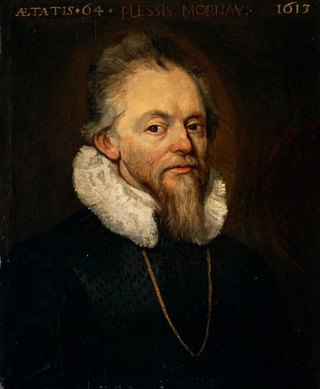
Portrait de Philippe Duplessis-Mornay (1613).

L'origine du nom est en relation avec Philippe de Mornay (1549-1623), seigneur Duplessis-Marly, dit Duplessis-Mornay, chef protestant français, partisan de Henri IV.

## Historique
Ouverte en 1843 de la rue de l'Arsenal à la rue Crillon face au grenier de réserve sur une partie de l'ancien enclos de l'Arsenal qui était depuis le XVIIIe siècle un jardin public, cette rue a été dénommée en vertu d'une ordonnance royale du 5 août 1844. 
Elle est prolongée en 1878 jusqu'au boulevard Bourdon à la suite de la destruction du grenier de réserve incendié en 1871 lors de la Commune de Paris.